# ويليام إدوارد دويل
ويليام إدوارد دويل (بالإنجليزية: William Edward Doyle)‏ هو محامي وقاضي أمريكي، ولد في 5 فبراير 1911 في دنفر في الولايات المتحدة، وتوفي بنفس المكان في 2 مايو 1986.